# Gochujang
La gochujang è una salsa fermentata salata, dolce e piccante preparata con peperoncino rosso, riso glutinoso, meju (fagioli di soia fermentati), malto d'orzo, il tutto in polvere, e sale, usata come condimento per numerose pietanze della cucina coreana.

## Preparazione

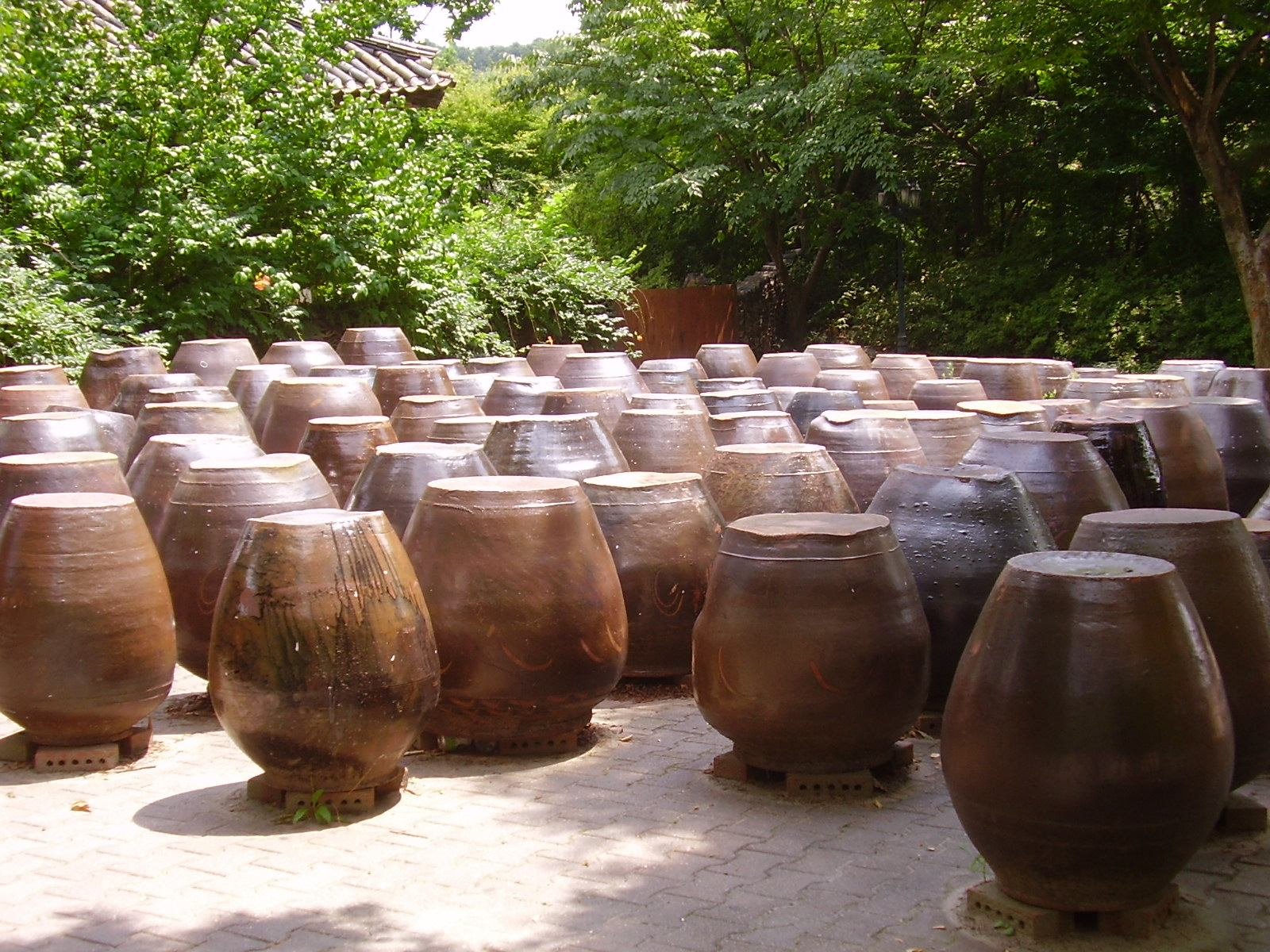
Giara tradizionale usata per la fermentazione di gochujang e kimchi.

Gli ingredienti primari della gochujang sono il peperoncino rosso in polvere e il riso glutinoso in polvere, mescolati con meju (fagioli di soia fermentati) in polvere e sale. Per realizzare delle varianti, il riso glutinoso viene perlopiù sostituito da riso normale a grani corti od orzo, oppure, ma con meno frequenza, da chicchi di grano, giuggiole, zucca e patata dolce. A volte viene aggiunta una piccola quantità di dolcificante, come zucchero, sciroppo o miele. Il prodotto finale è una salsa densa rosso scuro dal sapore ricco e piccante, fatta fermentare tradizionalmente per anni nelle terrecotte jangdok su una piattaforma sopraelevata di pietra chiamata jangdokdae, posta nel cortile posteriore delle case. La preparazione casalinga del gochujang iniziò a diminuire con l'ingresso del prodotto preparato industrialmente all'inizio degli anni Settanta, fino a scomparire quasi completamente.

## Consumo e varianti
La salsa viene usata ampiamente nella cucina coreana per insaporire le zuppe e gli stufati come il gochujang jjigae, per marinare la carne, nella preparazione di naengmyeon, bibimbap e tteokbokki, e nelle insalate, oltre che come base per la preparazione di altri condimenti: aggiungendo aceto e aromi quali zucchero e semi di sesamo si ottiene la chogochujang (초고추장?), mentre, mischiando la gochujang con doenjang (pasta di soia), cipolle tritate e altri ingredienti piccanti, si ottiene la ssamjang (쌈장?).

## Storia
Si ipotizza che le varianti piccanti dei jang (장?, 醬?) fossero preparate con pepe nero e pepe del Sichuan prima dell'introduzione del peperoncino rosso nel tardo sedicesimo secolo a opera dei portoghesi. La prima menzione del peperoncino in Corea risale alla Jibong yuseol, un'enciclopedia del 1614. Nei libri del diciottesimo secolo Somun saseol e Jeungbo sallim gyeongje, gochujang è scritto gochojang, con i caratteri hanja 苦椒醬 e 古椒醬; viene inoltre detto che Sunchang era rinomata per la sua gochujang.